# Kate Royal
Kate Royal (* 1979 in London) ist eine englische Opernsängerin (Lyrischer Sopran).

## Leben
Ihre Eltern sind der Sänger und Liedermacher Steve Royal und die Tänzerin und das Fotomodell Carolyn Royal.
Kate Royal wurde in London geboren und besuchte in Bournemouth in der Grafschaft Dorset im Südwesten Englands die Schule. Sie studierte zunächst an der Guildhall School of Music and Drama und später am National Opera Studio, wo sie im Sommer 2004 abschloss.
Sie wurde einem größeren Publikum bekannt, als sie 2004 in der Glyndebourne Festival Opera als Ersatz für die Darstellerin der Pamina in Wolfgang Amadeus Mozarts Zauberflöte einsprang. Auch Simon Rattle wurde 2004 hier auf sie aufmerksam, als sie einen kleinen Auftritt in Mozarts Oper Idomeneo hatte, und förderte sie sofort.
In der Folgezeit sang sie eine Reihe von lyrischen Sopranrollen in verschiedenen Opern und gab Liederabende mit den Pianisten Graham Johnson und Roger Vignoles. 2006 schloss sie einen Vertrag mit EMI Classics, und ihre ersten Aufnahmen mit Liedern und Arien erschienen im September 2007.
2013 war sie mit den Berliner Philharmonikern unter Simon Rattle als Pamina in einer konzertanten Aufführung von Mozarts Zauberflöte zu hören, die auch in der Digital Concert Hall veröffentlicht wurde.
Kate Royal ist seit Dezember 2010 mit dem englischen Schauspieler und Sänger Julian Ovenden verheiratet. Die beiden haben einen Sohn (* September 2009) und eine Tochter (* November 2011).

## Preise
- 2004: Gewinnerin des Kathleen Ferrier Awards[7]
- 2004: John Christie Award[8]
- 2006: Young Artist Award der Royal Philharmonic Society[9]

## Diskografie

### Solo
- Kate Royal: Academy of St Martin in the Fields, Edward Gardner, EMI Classics (2007)
- The Songs of Robert Schumann Vol. 10: Joseph von Eichendorff Liederkreis Opus 39, mit Graham Johnson, Felicity Lott, and Ann Murray, Hyperion (2007)
- Midsummer Night: Orchestra of English National Opera & Crouch End Festival Chorus, Edward Gardner, EMI Records Ltd. Barcode 0094639441952 (2007)
- A Lesson in Love, mit Malcolm Martineau (Klavier), EMI (2010)

### Weitere
- Ian Bostridge mit Kate Royal: Great Handel, EMI Classics (2007)
- Paul McCartney mit Kate Royal: Ecce Cor Meum, EMI Classics (2006)
- Choir of King’s College, Cambridge mit Kate Royal: Purcell: Music for Queen Mary